# Cheumatopsyche ulmeri
Cheumatopsyche ulmeri är en nattsländeart som först beskrevs av Luisa Eugenia Navas 1933.  Cheumatopsyche ulmeri ingår i släktet Cheumatopsyche och familjen ryssjenattsländor. Inga underarter finns listade i Catalogue of Life.